# 王嬪 (北齊)
王嫔（?—?），北齊時代人物，北齊文宣帝高洋、武成帝高湛之嫔。
王嫔原是北齐开国皇帝文宣帝高洋的妃嫔。王嫔的姐姐已经嫁崔修为妻，文宣帝发现其也有美色后，便立即纳入宫中，
561年，高洋的九弟高湛即位，为武成帝。王嫔被纳入高湛后宫。565年，高湛传位于太子高纬，自任太上皇。
569年，高湛死后，高湛的皇后胡氏让王嫔自杀殉死，王嫔哭着跑去央求皇帝高纬，高纬私自给她衣物，放她出宫。

## 延伸阅读
Module:Wikisource_further_reading第46行Lua错误：attempt to concatenate local 'id' (a nil value)